# Sam Farr
Samuel S. "Sam" Farr, född 4 juli 1941 i San Francisco, Kalifornien, är en amerikansk demokratisk politiker. Han var ledamot av USA:s representanthus 1993–2017, vald för Kaliforniens 17:e distrikt 1993–2013 och därefter för 20:e distriktet.
Farr gick i skola i Carmel High School i Carmel, Kalifornien. Han utexaminerades 1963 från Willamette University. Han tjänstgjorde 1963–1965 i Fredskåren.
Kongressledamoten Leon Panetta avgick 1993 och Farr vann fyllnadsvalet för att efterträda Panetta i representanthuset.